# César/Beste Nachwuchsdarstellerin

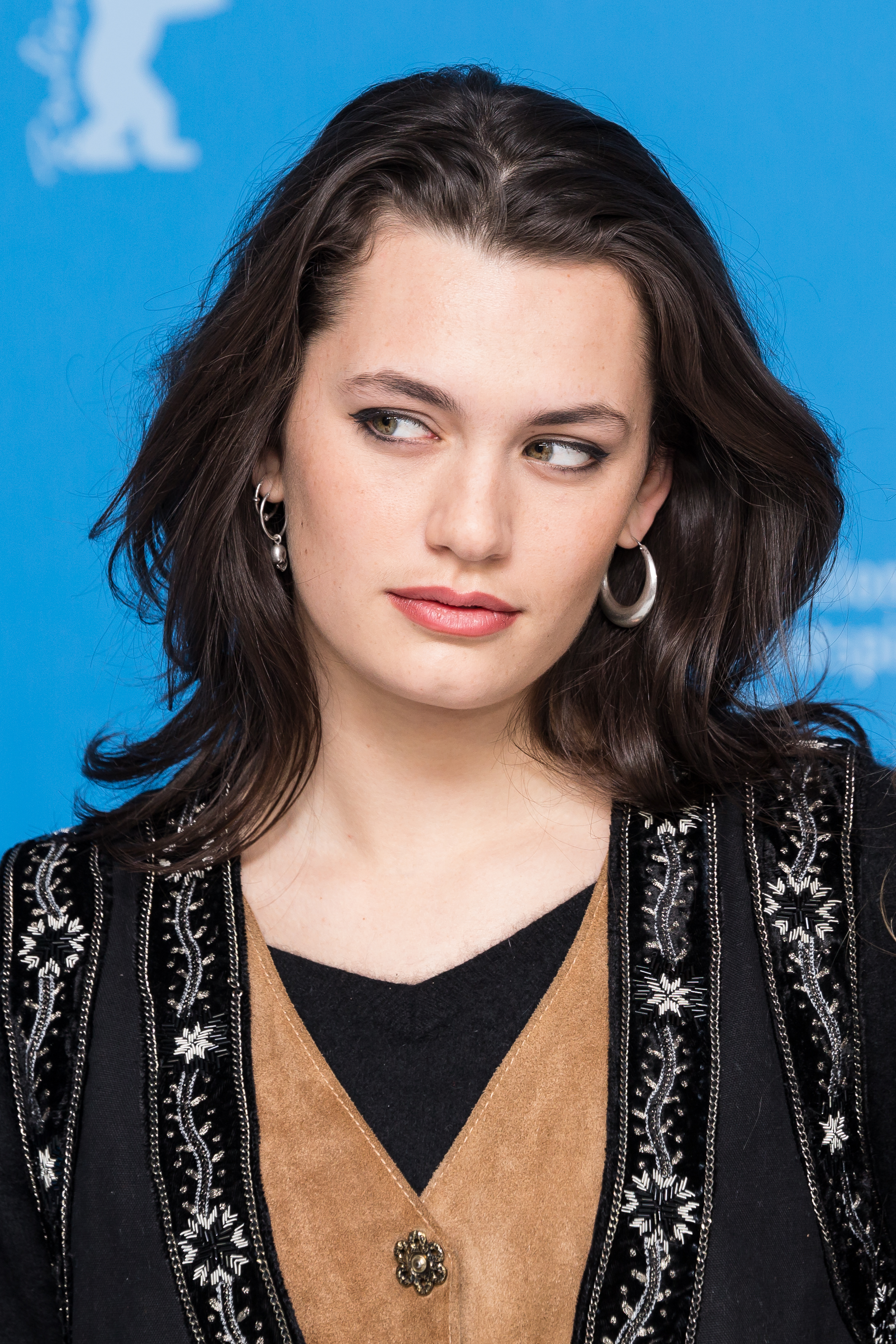
Preisträgerin 2024: Ella Rumpf für Die Gleichung ihres Lebens

Der César in der Kategorie Beste Nachwuchsdarstellerin (Meilleur espoir féminin, früher Meilleur jeune espoir féminin) wird seit 1983 verliehen. Die Mitglieder der Académie des Arts et Techniques du Cinéma vergeben ihre Auszeichnungen für die besten Filmproduktionen und Filmschaffenden rückwirkend für das vergangene Kinojahr.
Die meisten Nominierungen auf sich vereinen konnten die französischen Schauspielerinnen Isabelle Carré (1993, 1996, 1998), Virginie Ledoyen (1994, 1995, 1996) und Elsa Zylberstein (1992, 1993, 1995) deren jeweilige Leistungen aber nicht prämiert wurden, im Gegensatz zur Belgierin Déborah François, die nach zwei vergeblichen Nominierungen (2006, 2007) den Preis 2009 erhielt. Seriensiegerinnen blieben im Gegensatz zu den Kategorien Beste Haupt- und Nebendarstellerin bisher aus.
Die unten aufgeführten Filme werden mit ihrem deutschen Verleihtitel (sofern ermittelbar) angegeben, danach folgt in Klammern in kursiver Schrift der französische Originaltitel. Die Nennung des französischen Originaltitels entfällt, wenn deutscher und französischer Filmtitel identisch sind. Die Gewinner stehen hervorgehoben an erster Stelle.

## 1980er-Jahre
1983
Sophie Marceau – La Boum 2 – Die Fete geht weiter (La boum 2)
- Souad Amidou – Der große Bruder (Le grand frère)
- Fabienne Guyon – Ein Zimmer in der Stadt (Une chambre en ville)
- Julie Jézéquel – Stern des Nordens (L’etoile du nord)

1984
Sandrine Bonnaire – Auf das, was wir lieben (À nos amours)
- Élizabeth Bourgine – Vive la sociale
- Laure Duthilleul – Juliettes Schicksal (Le destin de Juliette)
- Agnès Soral – Am Rande der Nacht (Tchao pantin)

1985
Laure Marsac – Die Piratin (La pirate)
- Fanny Bastien – Pinot – Gendarm und Herzensbrecher (Pinot simple flic)
- Emmanuelle Béart – Eine verbotene Liebe (Un amour interdit)
- Sophie Duez – Zwei Fische auf dem Trockenen (Marche à l’ombre)

1986
Charlotte Gainsbourg – Das freche Mädchen (L’effrontée)
- Emmanuelle Béart – Der Filou (L’amour en douce)
- Zabou Breitman – Billy-Ze-Kick (Billy-Ze-kick)
- Philippine Leroy-Beaulieu – Drei Männer und ein Baby (Trois hommes et un couffin)
- Charlotte Valandrey – Rote Küsse (Rouge baiser)

1987
Catherine Mouchet – Thérèse
- Marianne Basler – Rosa la Rose – Liebe wie ein Keulenschlag (Rosa la rose, fille publique)
- Dominique Blanc – Die Frau meines Lebens (La femme de ma vie)
- Julie Delpy – Die Nacht ist jung (Mauvais sang)

1988
Mathilda May – Schrei der Eule (Le cri du hibou)
- Anne Brochet – Masken (Masques)
- Julie Delpy – Die Passion der Beatrice (La passion Béatrice)
- Sophie Renoir – Der Freund meiner Freundin (L’ami de mon amie)

1989
Catherine Jacob – Das Leben ist ein langer, ruhiger Fluß (La vie est un long fleuve tranquille)
- Clotilde de Bayser – L’enfance de l’art
- Nathalie Cardone – Nächtliche Sehnsucht – Hemmungslos (Drôle d’endroit pour une rencontre)
- Ingrid Held – Das ermordete Haus (Maison assassinée)

## 1990er-Jahre
1990
Vanessa Paradis – Weiße Hochzeit (Noce blanche)
- Dominique Blanc – Das Schloß gehört mir (Je suis le seigneur du château)
- Isabelle Gélinas – Suivez cet avion
- Mireille Perrier – Eine Welt ohne Mitleid (Un monde sans pitié)
- Valérie Stroh – Champagner der Liebe (Baptême)

1991
Judith Henry – Die Verschwiegene (La discrète)
- Clotilde Courau – Der kleine Gangster (Le petit criminel)
- Florence Darel – Uranus
- Judith Godrèche – Die Entzauberte (La désenchantée)
- Isabelle Nanty – Tante Daniele (Tatie Danielle)

1992
Géraldine Pailhas – La neige et le feu
- Marie-Laure Dougnac – Delicatessen
- Marie Gillain – Mein Vater, der Held (Mon père, ce héros)
- Alexandra London – Van Gogh
- Elsa Zylberstein – Van Gogh

1993
Romane Bohringer – Wilde Nächte (Les nuits fauves)
- Isabelle Carré – Blauer Himmel (Beau fixe)
- Linh Dan Pham – Indochine
- Charlotte Kady – Auf offener Straße (L. 627)
- Elsa Zylberstein – Blauer Himmel (Beau fixe)

1994
Valeria Bruni Tedeschi – Verrückt – nach Liebe (Les gens normaux n’ont rien d’exceptionnel)
- Virginie Ledoyen – Les marmottes
- Chiara Mastroianni – Meine liebste Jahreszeit (Ma saison préférée)
- Florence Pernel – Drei Farben: Blau (Trois couleurs: Bleu)
- Karin Viard – La nage indienne

1995
Élodie Bouchez – Wilde Herzen (Les roseaux sauvages)
- Marie Bunel – Paare und Geliebte (Couples et amants)
- Sandrine Kiberlain – Staatsauftrag: Mord (Les patriotes)
- Virginie Ledoyen – Das weiße Blatt (L’eau froide)
- Elsa Zylberstein – Mina Tannenbaum

1996
Sandrine Kiberlain – Haben (oder nicht) (En avoir (ou pas))
- Isabelle Carré – Der Husar auf dem Dach (Le hussard sur le toit)
- Clotilde Courau – Elisa (Élisa)
- Marie Gillain – Der Lockvogel (L’appât)
- Virginie Ledoyen – Das einsame Mädchen (La fille seule)

1997
Laurence Côte – Diebe der Nacht (Les voleurs)
- Jeanne Balibar – Ich und meine Liebe (Comment je me suis disputé… (ma vie sexuelle))
- Monica Bellucci – Lügen der Liebe (L’appartement)
- Garance Clavel – … und jeder sucht sein Kätzchen (Chacun cherche son chat)
- Emmanuelle Devos – Ich und meine Liebe (Comment je me suis disputé… (ma vie sexuelle))

1998
Emma de Caunes – Ein Bruder... (Un frère)
- Jeanne Balibar – J’ai horreur de l’amour
- Isabelle Carré – Die verbotene Frau (La femme défendue)
- Amira Casar – Lügen haben kurze Röcke (La vérité si je mens!)
- Laetitia Pesenti – Marius und Jeannette – Eine Liebe in Marseille (Marius et Jeannette)

1999
Natacha Régnier – Liebe das Leben (La vie rêvée des anges)
- Marion Cotillard – Taxi
- Hélène de Fougerolles – Que la lumière soit!
- Sophie Guillemin – Meine Heldin (L’ennui)
- Rona Hartner – Gadjo Dilo – Geliebter Fremder (Gadjo dilo)

## 2000er-Jahre
2000
Audrey Tautou – Schöne Venus (Venus beauté (institut))
- Valentina Cervi – Rien sur Robert
- Émilie Dequenne – Rosetta
- Barbara Schulz – La dilettante
- Sylvie Testud – Karnaval

2001
Sylvie Testud – Mörderisches Dienstmädchen (Les blessures assassines)
- Bérénice Bejo – Meilleur espoir feminin
- Isild Le Besco – Sade
- Sophie Guillemin – Harry meint es gut mit dir (Harry, un ami qui vous veut du bien)
- Julie-Marie Parmentier – Mörderisches Dienstmädchen (Les blessures assassines)

2002
Rachida Brakni – Chaos
- Isild Le Besco – Roberto Succo
- Marion Cotillard – Pretty Things (Les jolies choses)
- Hélène Fillières – Reines d’un jour
- Hélène de Fougerolles – Va Savoir (Va savoir)

2003
Cécile de France – L’auberge espagnole
- Émilie Dequenne – Laura wirbelt Staub auf (Une femme de ménage)
- Mélanie Doutey – Le frère du guerrier
- Marina Foïs – Filles perdues, cheveux gras
- Ludivine Sagnier – 8 Frauen (8 Femmes)

2004
Julie Depardieu – Die kleine Lili (La petite Lili)
- Marie-Josée Croze – Die Invasion der Barbaren (Les invasions barbares)
- Dinara Drukarova – Seit Otar fort ist… (Depuis qu’Otar est parti…)
- Sophie Quinton – Wer tötete Bambi? (Qui a tué Bambi?)
- Laura Smet – Es brennt in mir (Les corps impatients)

2005
Sara Forestier – L’Esquive
- Marilou Berry – Schau mich an! (Comme une image)
- Lola Naymark – Die Perlenstickerinnen (Brodeuses)
- Sabrina Ouazani – L’Esquive
- Magalie Woch – Das Leben ist seltsam (Rois et reine)

2006
Linh Dan Pham – Der wilde Schlag meines Herzens (De battre mon coeur s’est arrêté)
- Mélanie Doutey – Tortur d’amour – Auf immer und ledig (Il ne faut jurer de rien!)
- Déborah François – Das Kind (L’enfant)
- Marina Hands – Les âmes grises
- Fanny Valette – Mein kleines Jerusalem (La petite Jérusalem)

2007
Mélanie Laurent – Keine Sorge, mir geht’s gut (Je vais bien, ne t’en fais pas)
- Déborah François – Das Mädchen, das die Seiten umblättert (La tourneuse de pages)
- Marina Hands – Lady Chatterley
- Aïssa Maïga – Das Weltgericht von Bamako (Bamako)
- Maïwenn – Verzeiht mir (Pardonnez-moi)

2008
Hafsia Herzi – Couscous mit Fisch (La graine et le mulet)
- Louise Blachère – Water Lilies (Naissance des pieuvres)
- Audrey Dana – Roman de gare
- Adèle Haenel – Water Lilies (Naissance des pieuvres)
- Clotilde Hesme – Chanson der Liebe (Les chansons d’amour)

2009
Déborah François – C’est la vie – So sind wir, so ist das Leben (Le premier jour du reste de ta vie)
- Marilou Berry – Vilaine
- Louise Bourgoin – Das Mädchen aus Monaco (La fille de Monaco)
- Anaïs Demoustier – Wir sind alle erwachsen (Les grandes personnes)
- Léa Seydoux – Das schöne Mädchen (La belle personne)

## 2010er-Jahre
2010
Mélanie Thierry – Le dernier pour la route
- Pauline Étienne – Erst einer, dann alle (Qu’un seul tienne et les autres suivront)
- Florence Loiret Caille – Ich habe sie geliebt (Je l’aimais)
- SoKo – Der Retter (À l’origine)
- Christa Théret – LOL (Laughing Out Loud)

2011
Leïla Bekhti – Tout ce qui brille
- Anaïs Demoustier – D’amour et d’eau fraîche
- Audrey Lamy – Tout ce qui brille
- Léa Seydoux – Belle épine
- Yahima Torres – Vénus noire

2012
Naidra Ayadi – Poliezei (Polisse)
Clotilde Hesme – Angèle und Tony (Angèle et Tony)
- Adèle Haenel – Haus der Sünde (L’apollonide (Souvenirs de la maison close))
- Céline Sallette – Haus der Sünde (L’apollonide (Souvenirs de la maison close))
- Christa Théret – La brindille

2013
Izïa Higelin – Mauvaise fille
- Alice de Lencquesaing – Au galop
- Lola Dewaere – Ziemlich dickste Freundinnen (Mince alors!)
- Julia Faure – Camille – Verliebt nochmal! (Camille redouble)
- India Hair – Camille – Verliebt nochmal! (Camille redouble)

2014
Adèle Exarchopoulos – Blau ist eine warme Farbe (La vie d’Adèle – Chapitre 1 & 2)
- Lou de Laâge – Jappeloup – Eine Legende (Jappeloup)
- Pauline Étienne – Die Nonne (La religieuse)
- Golshifteh Farahani – Stein der Geduld (Syngué sabour. Pierre de patience)
- Marine Vacth – Jung & Schön (Jeune et jolie)

2015
Louane Emera – Verstehen Sie die Béliers? (La famille Bélier)
- Lou de Laâge – Respire
- Joséphine Japy – Respire
- Ariane Labed – Alice und das Meer (Fidelio, l’odyssée d’Alice)
- Karidja Touré – Mädchenbande (Bande de filles)

2016
Zita Hanrot – Fatima
- Lou Roy-Lecollinet – Meine goldenen Tage (Trois souvenirs de ma jeunesse)
- Diane Rouxel – La tête haute
- Sara Giraudeau – Les bêtises
- Camille Cottin – Harry Me! The Royal Bitch of Buckingham (Connasse, princesse des cœurs)

2017
Oulaya Amamra – Divines
- Paula Beer – Frantz
- Lily-Rose Depp – Die Tänzerin (La danseuse)
- Noémie Merlant – Der Himmel wird warten (Le ciel attendra)
- Raph – Die feine Gesellschaft (Ma loute)

2018
Camélia Jordana – Die brillante Mademoiselle Neïla (Le brio)
- Iris Bry – Die Wächterinnen (Les gardiennes)
- Lætitia Dosch – Bonjour Paris (Jeune femme)
- Eye Haïdara – Das Leben ist ein Fest (Le sens de la fête)
- Garance Marillier – Raw (Grave)

2019
Kenza Fortas – Sheherazade – Eine Liebe in Marseille (Shéhérazade)
- Ophélie Bau – Mektoub, My Love: Canto Uno
- Galatéa Bellugi – Die Erscheinung (L’apparition)
- Jehnny Beth – An Impossible Love (Un amour impossible)
- Lily-Rose Depp – Ein Mann zum Verlieben (L’homme fidèle)

## 2020er-Jahre
2020
Lyna Khoudri – Papicha – Der Traum von Freiheit (Papicha)
- Luàna Bajrami – Porträt einer jungen Frau in Flammen (Portrait de la jeune fille en feu)
- Céleste Brunnquell – Les éblouis
- Nina Meurisse – Camille
- Mame Bineta Sané – Atlantique

2021
Fathia Youssouf – Mignonnes
- Mélissa Guers – La fille au bracelet
- India Hair – Poissonsexe
- Julia Piaton – Leichter gesagt als getan (Les choses qu’on dit, les choses qu’on fait)
- Camille Rutherford – Felicità

2022
Anamaria Vartolomei – Das Ereignis (L’événement)
- Noée Abita – Slalom
- Salomé Dewaels – Verlorene Illusionen (Illusions perdues)
- Agathe Rousselle – Titane
- Lucie Zhang – Wo in Paris die Sonne aufgeht (Les Olympiades)

2023
Nadia Tereszkiewicz – Forever Young (Les Amandiers)
- Marion Barbeau – Das Leben ein Tanz (En corps)
- Guslagie Malanda – Saint Omer
- Rebecca Marder – Une jeune fille qui va bien
- Mallory Wanecque – Les pires

2024
Ella Rumpf – Die Gleichung ihres Lebens (Le théorème de Marguerite)
- Céleste Brunnquell – La fille de son père
- Kim Higelin – Le consentement
- Suzanne Jouannet – Der Königsweg (La voie royale)
- Rebecca Marder – De grandes espérances

2025
Maïwène Barthelemy – Könige des Sommers (Vingt Dieux)
- Malou Khebizi – Wilder Diamant (Diamant brut)
- Megan Northam – Rabia – Der verlorene Traum (Rabia)
- Mallory Wanecque – L’amour ouf
- Souheila Yacoub – Planète B